# Campanile Alto
Il Campanile Alto (2937 m s.l.m.) è una montagna delle Alpi Retiche meridionali, nelle Dolomiti di Brenta.

## Descrizione
È un poderoso ed elegante torrione che si alza isolato nella parte centrale del gruppo, tra la Busa degli Sfulmini a est e l'alta val Brenta a ovest. Il Campanile Alto si trova immediatamente a nord del Campanile Basso, dal quale lo stacca nettamente la bocchetta del Campanile Alto e, poco sopra, una terrazza ghiaiosa caratterizzata dall'aguzzo spuntone della Sentinella. A nord, oltre lo stretto intaglio della Bocchetta bassa degli Sfulmini, si alzano i quattro grandi gendarmi degli Sfulmini (2910 m).
Il Campanile Alto ha due cime nettamente separate da una marcata incisione: la più alta è la cima sud. Dalla cima nord scende fino alle ghiaie della val Brenta la lunga e affilata cresta ovest, che delimita le due ripide pareti sud e nord-ovest, pure affacciate sulla val Brenta. Verso est un'alta parete scende sulla Busa degli Sfulmini, attraversata nella sua parte superiore dalla via delle Bocchette (in particolare dal tratto delle Bocchette Centrali).
La cima si trova nell'area più spettacolare e frequentata del gruppo, ben servita da sentieri e dai rifugi Pedrotti (2491 m), Brentei (2182 m) e Alimonta (2580 m).

## Prima salita
La prima salita fu compiuta il 27 luglio 1885 dal bavarese Gottfried Merzbacher con la guida Bonifacio Nicolussi di Molveno, per il versante nord-est.

## Itinerari
La via dei primi salitori segue il cosiddetto camino gigante nord-est (150 m; II e III) e attualmente è utilizzata quasi solo come via di discesa. La vera via normale al Campanile Alto è stata invece per molto tempo la via Paulcke sulla parete sud (200 m; III), molto di moda fino agli anni ottanta e ora assai meno frequentata.
Un itinerario elegante e ripetuto si svolge lungo la cresta ovest (550 m; IV e IV+). Altri itinerari più impegnativi risalgono integralmente la parete sud e la parete nord-ovest.